# 여의동 (전주시)
여의동(如意洞)은 전북특별자치도 전주시 덕진구의 행정동이자 법정동이다. 

## 개요
여의동은 호남고속도로에서 전주시로 들어오는 관문으로, 사통팔달의 도로망을 갖춘 교통의 요지이다. 근교농업지역으로 수박, 방울토마토, 배, 복숭아, 포도 등을 재배하고 있다. 전주월드컵경기장, 호남제일문, 만남의 광장, 전주제2공단, 탄소섬유공장, 유통단지와 교외 농촌 등이 연계되어 발전 잠재력이 크다.

## 연혁
- 1914년 4월 1일 : 전주군 조촌면, 이북면과 이동면 일부가 조촌면으로 합쳐지고, 동산리, 고랑리, 여의리, 장동리, 만성리, 동곡리, 시천리, 오송리, 상가리, 반월리, 화전리, 성덕리, 용정리 등 13개리를 관할.

| 조선총독부령 제111호  | |               |
| 구 행정구역           | 구 행정구역 | 신 행정구역   |
| 전주군 이남면(伊南面) | 신곡리(新谷里), 안심리(安心里) | 조촌면 만성리 |
| 전주군 이동면(伊東面) | 만성리(萬成里), 영흥리(永興里), 월평리(月坪里), 신성리(新城里), 신리(新里), 두현리(斗峴里), 용흥리(龍興里), 냉정리(冷井里), 신동리(新洞里)                                                     | 조촌면 만성리 |
| 전주군 이동면(伊東面) | 여의리(如意里), 영암리(靈岩里), 방초리(芳草里), 화개리(花開里), 용정리(龍井里), 신행리(新杏里), 용동리(龍洞里), 감천리(甘泉里), 양마리(良馬里), 유제리(柳堤里), 덕촌리(德村里), 구주리(舊酒里) | 조촌면 여의리 |
| 전주군 이동면(伊東面) | 부동리(釜洞里), 정암리(井岩里), 재방리(再訪里), 영동리(永洞里), 화암리(化岩里), 내동리(內洞里), 용산리(龍山里), 장동리(長洞里)                                                                 | 조촌면 장동리 |
| 전주군 조촌면(助村面) | 하가리(下可里), 학동리(鶴洞里), 상가리(上可里), 덕중리(德中里), 덕룡리(德龍里) | 조촌면 상가리 |
| 전주군 조촌면(助村面) | 춘평리(春坪里), 월곡리(月谷里), 수곡리(水谷里), 평리(平里), 고랑리(古浪里), 신감리(新甘里), 상평리(上坪里), 청계리(淸溪里), 상신리(上新里), 감정리(甘井里)                                     | 조촌면 고랑리 |
| 전주군 조촌면(助村面) | 예암리(禮岩里), 학상리(鶴上里), 상리(上里), 신교리(新喬里), 매화리(梅花里), 구주리(舊酒里), 반룡리(盤龍里), 유상리(柳上里), 동곡리(銅谷里)                                                     | 조촌면 동곡리 |
| 전주군 조촌면(助村面) | 구상리(九上里), 신복리(新福里), 동산리(東山里), 족항리(足項里) | 조촌면 동산리 |
| 전주군 조촌면(助村面) | 사금리(沙金里), 오송리(五松里), 신기리(新基里), 신풍리(新豐里), 신소리(龍巢里), 덕중리(德中里)                                                                                                 | 조촌면 오송리 |
| 전주군 조촌면(助村面) | 시천리(詩川里), 신동리(新東里), 유교리(柳喬里), 와룡리(臥龍里), 용흥리(龍興里), 용소리(龍巢里)                                                                                                 | 조촌면 시천리 |
| 전주군 조촌면(助村面) | 하증리(下曾里), 신증리(新曾里), 신룡리(新龍里), 반월리(半月里), 실리(實里), 구증리(舊曾里), 동산리(東山里)                                                                                     | 조촌면 반월리 |
| 전주군 이북면(伊北面) | 성덕리(聖德里), 삼덕리(三德里), 대흥리(大興里), 칠정리(七亭里), 신오리(新五里) | 조촌면 성덕리 |
| 전주군 이북면(伊北面) | 설등리(雲登里), 신탄리(新灘里). 굴신리(堀伸里), 화전리(花田里), 신평리(新坪里), 남상리(南上里), 신정리(新丁里)                                                                                 | 조촌면 화전리 |
| 전주군 이북면(伊北面) | 용정리(龍亭里), 구정리(九井里), 용암리(龍岩里), 성곡리(成谷里), 대초리(大楚里), 신기리(新奇里), 월곡리(越谷里), 서당리(書堂里)                                                                 | 조촌면 용정리 |
- 1935년 10월 1일 : 전주군 전주읍이 전주부로 승격되어 분리되고, 전주군은 완주군으로 개칭.[1]
- 1940년 10월 1일 : 상가리(현 덕진동)가 전주부에 편입[2]
- 1957년 11월 6일 : 오송리(현 송천동1가), 시천리(현 송천동2가), 동곡리(현 팔복동2가), 동산리 일부(현 팔복동1가), 여의리 일부(현 팔복동3가)가 전주시에 편입되었다.[3]
- 1985년 10월 1일 : 완주군 조촌면이 조촌읍으로 승격[4]
- 1987년 1월 1일 : 완주군 조촌읍이 전주시로 편입돼[5]  2개 행정동으로 분동. 동산동 설치.
- 1994년 12월 1일 : 고랑동 일부(현 팔복동4가)가 팔복동으로 이관
- 2018년 7월 1일 : 장동과 만성동 각 일부가 신설된 혁신동으로 이관
- 2019년 8월 14일 : 동주민센터 명칭을 '여의동 주민센터'로 개칭.[6]
- 2019년 10월 1일 : 행정동명을 여의동으로 변경.
- 2020년 5월 15일 : 법정동 동산동의 이름을 여의동2가로 변경.
- 2023년 6월 30일 : 만성동(온고을로 북쪽 제외)이 혁신동으로 이관

## 동명 변경
과거 행정동명이자 이 동 관할의 법정동명이었던 동산(東山)이라는 이름은 미쓰비시 그룹의 초대 총수 이와사키 야타로의 아들인 3대 총수 이와사키 히사야(岩崎久弥)가 경영하던 동산농장(東山農場)이 이곳에 있던 데에서 유래하였으며, 동산농장의 이름은 이와사키 야타로의 호에서 딴 것이다. 이 때문에 일제 잔재 청산 차원에서 2019년에 행정동명을 여의동으로 변경하였고, 법정동 동산동의 이름도 변경을 위한 의견조사를 실시하여 2020년 5월 15일에 여의동2가로 개칭하였다.

## 법정동
- 여의동2가(如意洞2街)
- 여의동(如意洞)
- 고랑동(古浪洞)
- 장동(長洞)
- 만성동(萬成洞)

## 주요 시설
- 북전주농협 (여의동2가)
- 무지개 작은도서관 (여의동2가)
- 호남제일문 (여의동)
- 호남제일문 시외/고속버스 매표소 (여의동)[9]
- 한국수자원공사 금·영·섬권역본부 (여의동)
- 농협하나로클럽 전주점 (여의동)
- 전주월드컵경기장 (장동)
- 전주시농업기술센터 (장동)

## 아파트
| 단지명          | 건설사     | 시행사     | 주소 | 입주       | 비고 |
| --------------- | ---------- | ---------- | ---- | ---------- | ---- |
| 여의 동국       | 동국산업   | 동국산업   |      | 1998년 5월 |      |
| 여의 영무예다음 | 영무건영㈜ | ㈜영무건설 |      | 2019년 2월 |      |

## 교육
- 초등학교
  - 전주조촌초등학교 (여의동)
  - 전주팔복초등학교 (여의동2가)
  - 전주장동초등학교 (장동)
- 중학교
  - 전북중학교 (여의동2가)
- 고등학교
  - 우석고등학교 (여의동2가)
  - 전북여자고등학교 (고랑동)
  - 전주공업고등학교 (여의동)